# Raveniola hirta
Espèce
Raveniola hirta est une espèce d'araignées mygalomorphes de la famille des Nemesiidae.

## Distribution
Cette espèce est endémique de la province du Haut-Badakhchan au Tadjikistan,. Elle se rencontre dans les monts Darvaz.

## Description
Le mâle holotype mesure 17,40 mm et la femelle paratype 16,40 mm.

## Systématique et taxinomie
Cette espèce a été décrite par Zonstein en 2024.

## Publication originale
- Zonstein, 2024 : « A revision of the spider genus Raveniola (Araneae, Nemesiidae). II. Species from Central Asia. » European Journal of Taxonomy, vol. 967, p. 1-185 (texte intégral).